# Савченко Роман Вікторович
Роман Вікторович Савченко (рос. Роман Викторович Савченко; 28 липня 1988, м. Усть-Каменогорськ, СРСР) — казахський хокеїст, захисник. Виступає за «Барис» (Астана) у Континентальній хокейній лізі. 
Виступав за «Торпедо» (Усть-Каменогорськ), «Барис» (Астана). 
У складі національної збірної Казахстану учасник чемпіонатів світу 2009 (дивізіон I), 2010, 2011 (дивізіон I) і 2012. У складі молодіжної збірної Казахстану учасник чемпіонатів світу 2006 (дивізіон I), 2007 (дивізіон I) і 2008 (дивізіон I). У складі юніорської збірної Казахстану учасник чемпіонатів світу 2005 (дивізіон I) і 2006 (дивізіон I).
Досягнення
- Чемпіон Казахстану (2007)
- Володар Кубка Казахстану (2008).